# Dancing Junk
Dancing Junk (jap. ダンシング・ジャンク) – drugi singel Namie Amuro, nagrany wspólnie z Super Monkey’s. Wydany 26 maja 1993 pod nową nazwą Super Monkey’s 4, po odejściu Anny Makino.

## Lista utworów
CD
| 1. | Dancing Junk (jap. ダンシング・ジャンク)                      | 4:38  |
|    |                                                               |       |
| 2. | Rainbow Moon (jap. レインボー・ムーン)                        | 4:18  |
|    |                                                               |       |
| 3. | Dancing Junk (jap. ダンシング・ジャンク) (Oryginalne karaoke) | 4:38  |
|    |                                                               |       |
| 4. | Rainbow Moon (jap. レインボー・ムーン) (Oryginalne karaoke)   | 4:15  |
|    |                                                               |       |
|    |                                                               | 17:49 |
|    |                                                               |       |

## Oricon

### Pozycje wykresu Oricon
Singel "Dancing Junk" (jap. ダンシング・ジャンク) osiągnął 68. miejsce na cotygodniowym wykresie Oriconu, sprzedając się w nakładzie 18 660 egzemplarzy.

## Ciekawostki
"Dancing Junk" (jap. ダンシング・ジャンク) wykorzystano jako piosenkę końcową w anime Nintama Rantarō.